# Fublaines
Fublaines ist eine französische Gemeinde mit 1381 Einwohnern (Stand 1. Januar 2022) im Département Seine-et-Marne in der Region Île-de-France. Der Ort befindet sich acht Kilometer südöstlich von Meaux. Fublaines gehört zum Gemeindeverband Communauté d’agglomération du Pays de Meaux.

## Geschichte
Der Ort wird erstmals im 11. Jahrhundert erwähnt, als eine Pfarrei errichtet wurde. Die Kirche unterstand ab dem 15. Jahrhundert dem Domkapitel von Meaux.

## Sehenswürdigkeiten
- Kirche Saint-Éloi, erbaut im ausgehenden Mittelalter und 1561 von den Protestanten im beginnenden Hugenottenkrieg geplündert

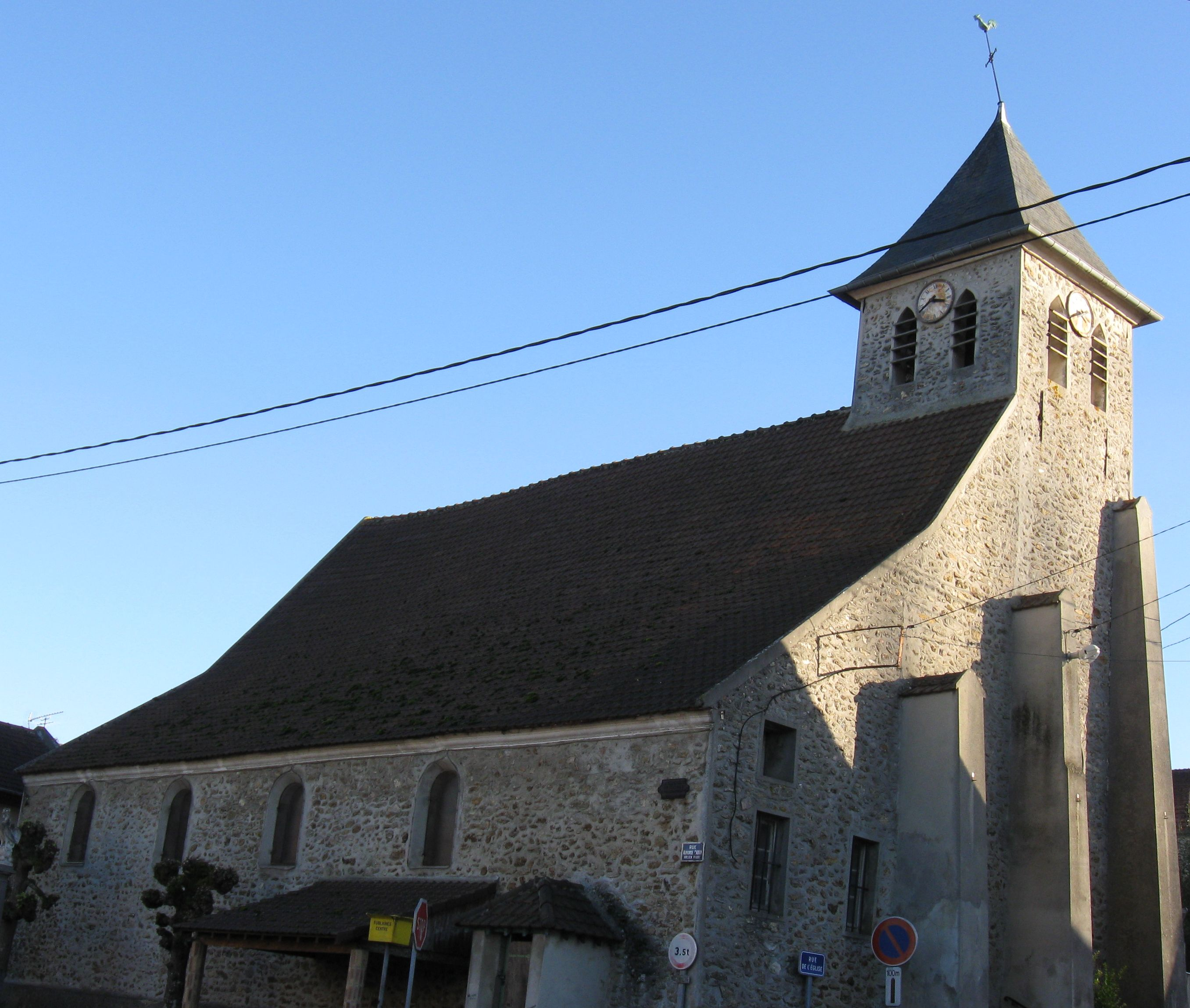
Kirche Saint-Éloi

## Persönlichkeiten
- Marin Mersenne (1588–1648), Mathematiker und Philosoph